# Раньше, сейчас и потом
«Раньше, сейчас и потом» или «Нана» — художественный фильм индонезийского режиссёра Камилы Андини, премьера которого состоялась в феврале 2022 года на 72-м Берлинском кинофестивале. Главные роли в нём сыграли Хэппи Салма, Лаура Басуки, Рике Диа Питалока. Басуки получила «Серебряного медведя» за лучшую роль второго плана.

## Сюжет
Героиня фильма — индонезийка Нана, которая в 1960-е годы пострадала во время антикоммунистических репрессий. После этого её мучают тягостные воспоминания и ночные кошмары.
Фильм снят на сунданском языке, причем для максимально достоверной передачи атмосферы эпохи актеры воспроизводят языковые нормы шестидесятилетней давности, которые заметно отличаются от современных.

## В ролях
- Хэппи Салма — Нана
- Лаура Басуки — Ино
- Рике Диа Питалока — Нингсих
- Аравинда Кирана — Даис
- Арсвенди Насутион — мистер Дарга
- Ибну Джамил — Раден Иканг

## Релиз и оценки
Премьерный показ «Фаньше, сейчас и потом» состоялся 12 февраля 2022 года на 72-м Берлинском кинофестивале. 1 августа того же года фильм вышел в Индонезии на Amazon Prime Video, 15 декабря оказался в театральном прокате в Южной Корее.
На сайте-агрегаторе отзывов Rotten Tomatoes фильм получил рейтинг 100 % со средней оценкой 7,5 из 10, на сайте Metacritic — 70 баллов из 100, что указывает на «в целом благоприятные» отзывы. Лесли Фелперин из The Hollywood Reporter описал его как «опьяняющую мелодраму с замедленным развитием сюжета», похвалил операторскую работу Батары Гоемпар и музыку Рикки Лионарди. Майкл Нордин (Variety) сравнил «Раньше, сейчас и потом» с работами Вонга Кар-Вая и Апичатпонга Вирасетакула, написав, что «фильм движется в собственном мечтательном ритме, а развитие сюжета захлестывает его подобно волнам». Венди Айд (Screen International) высоко оценила игру Сальмы и описала картину как «прекрасно смонтированное историческое произведение, в котором показана сила, необходимая предыдущим поколениям индонезийских женщин, чтобы подняться над патриархальными требованиями».
Российский критик Антон Долин охарактеризовал картину как «до неприличия красивую ретро-драму» с неоригинальным сюжетом. Андрей Плахов увидел в фильме «ностальгическое любовное настроение и веру в достоинство маленьких людей». Для Тамары Ходовой это «тихая, завораживающая драма», от которой сложно оторваться, для Дениса Рузаева — «не то чтобы революционный, но запоминающийся в своем тихом благородстве фильм, умело помещающий драматичную личную историю в большой исторический контекст».
Лаура Басуки получила за свою роль в фильме «Серебряного медведя» как лучшая актриса второго плана.